# Ciment Portland
Pour les articles homonymes, voir Portland.

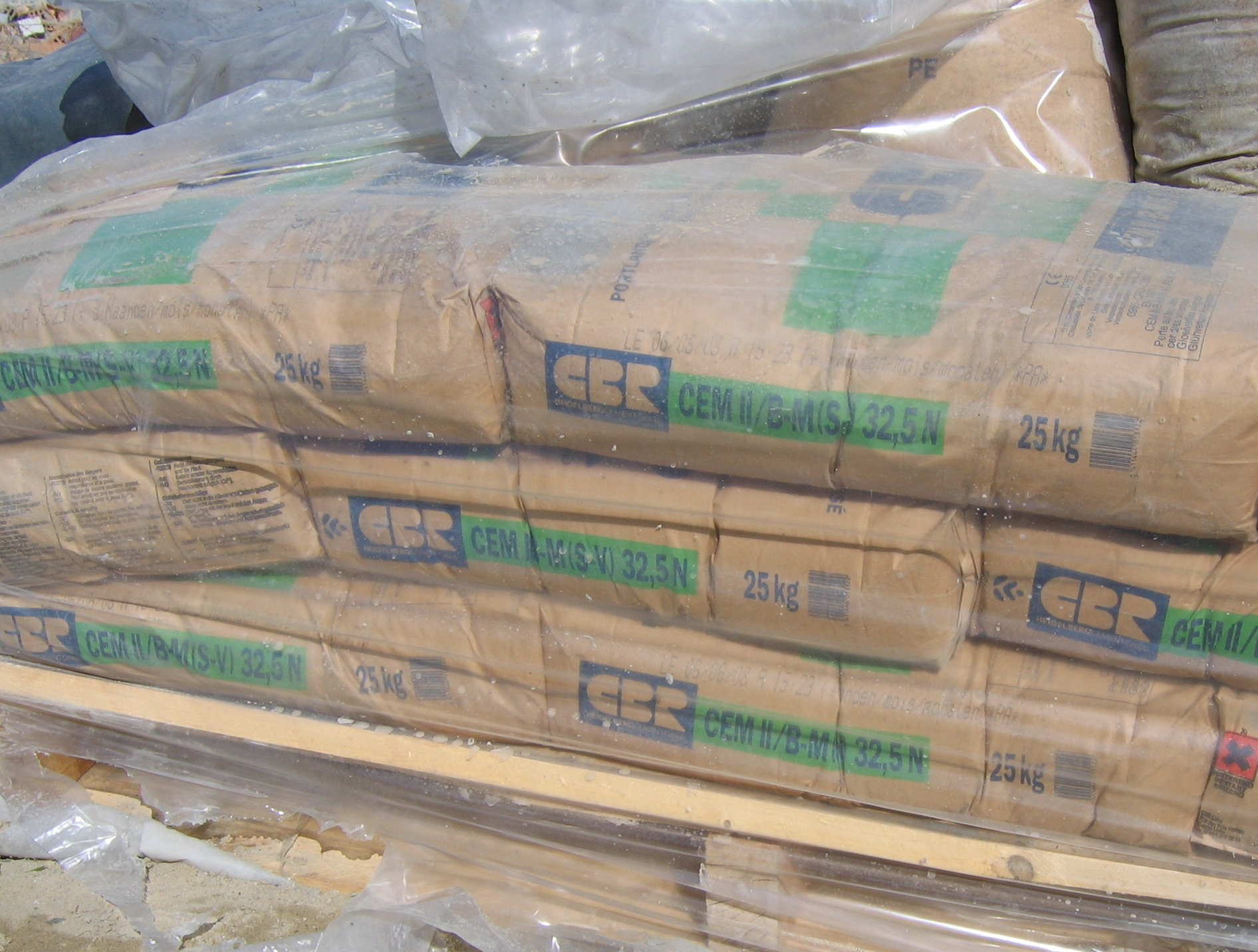
Sacs de ciment Portland.

Les ciments Portland sont des liants hydrauliques composés principalement de silicates de calcium hydrauliques qui font prise et durcissent en vertu d'une réaction chimique à l'eau appelée hydratation. Lorsqu'on ajoute la pâte (ciment, air et eau) aux granulats (sable et gravier, pierre concassée ou autre matériau granulaire), elle agit comme une colle et lie ensemble les granulats pour former une masse semblable à de la pierre, le béton, le matériau artificiel le plus polyvalent et le plus répandu qui existe.

## Histoire

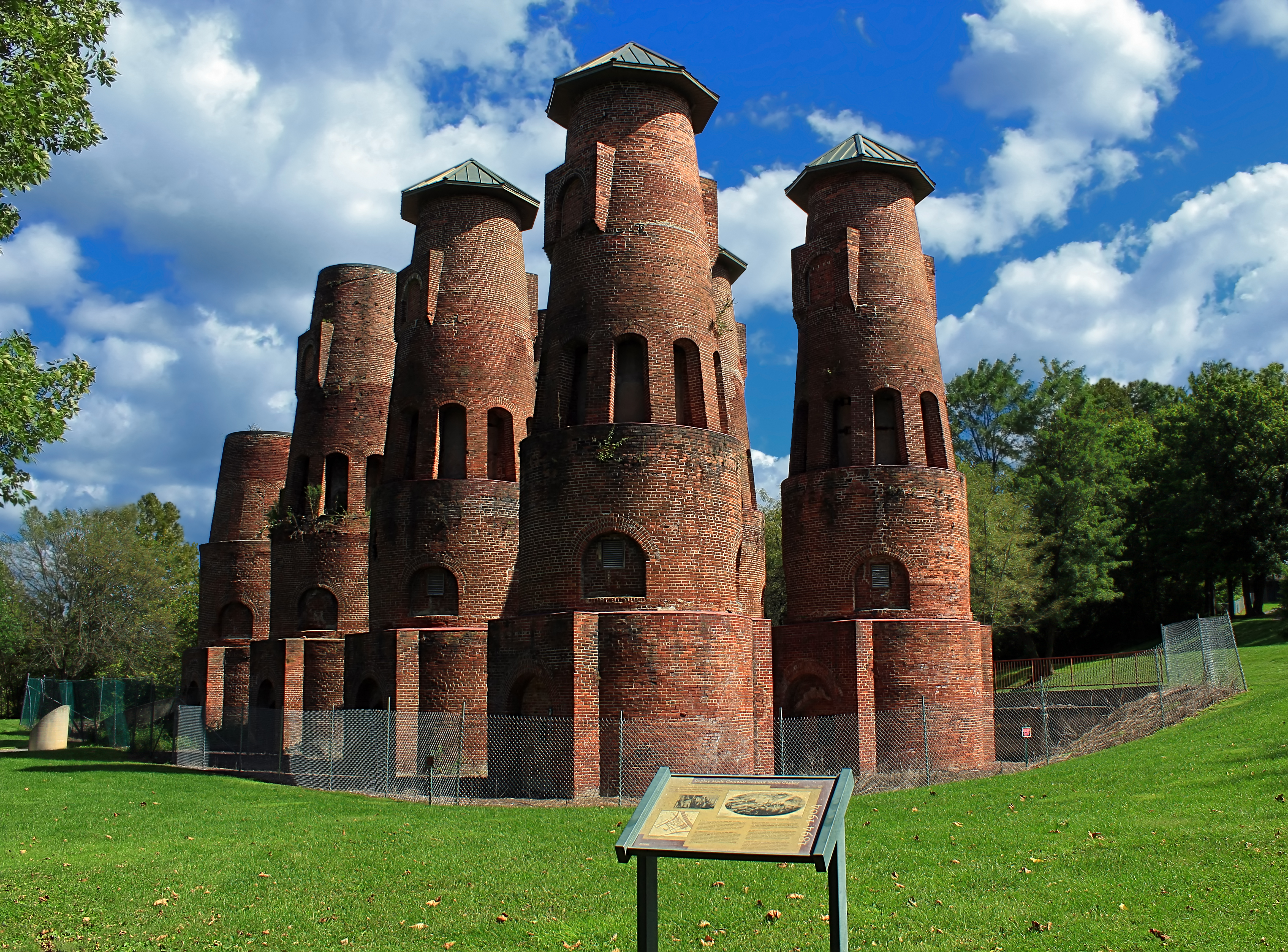
Coplay Cement Company Kilns, un des lieux historiques de la fabrication sous franchise du ciment Portland aux États-Unis

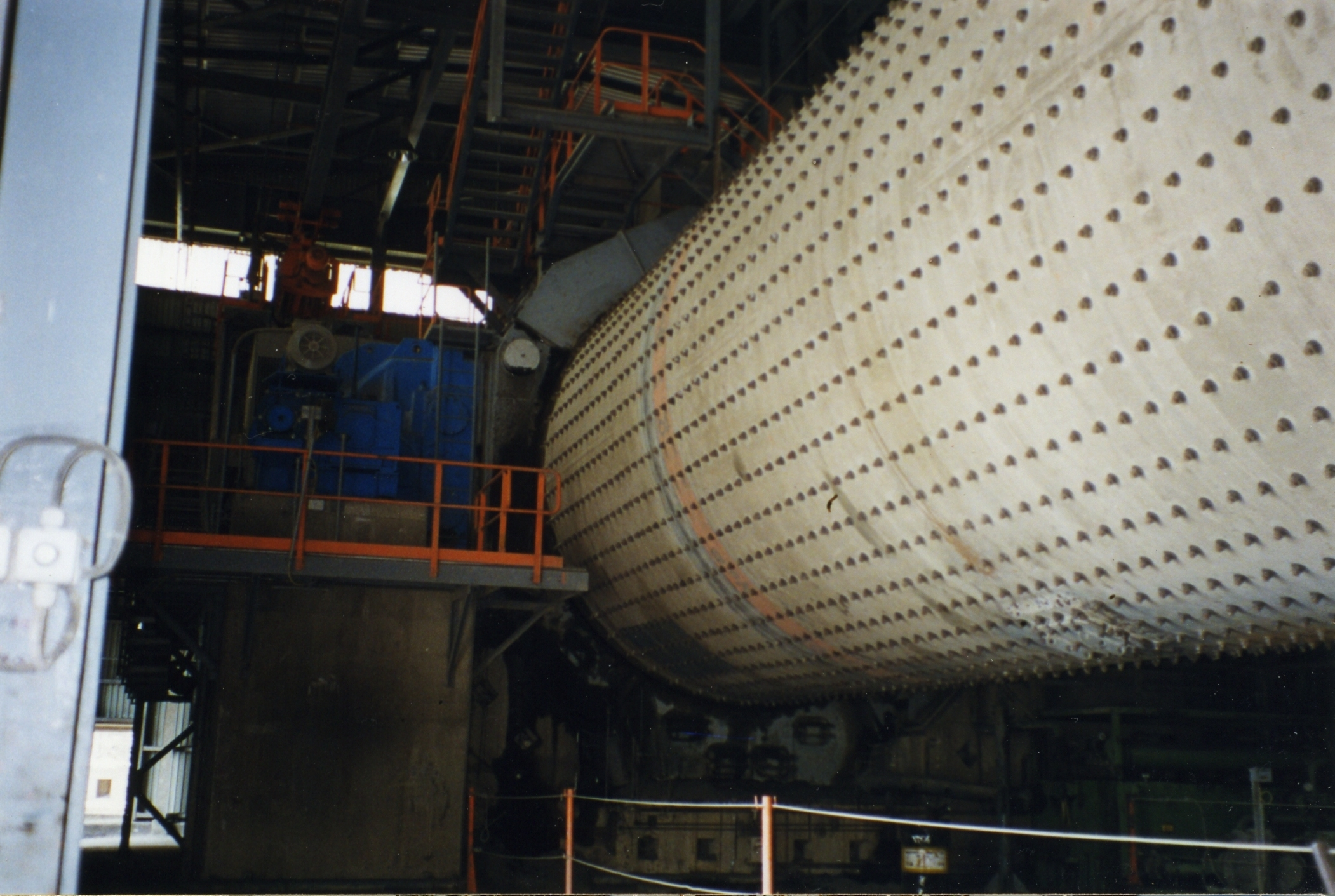
Un moulin à ciment de 10 MW d'une capacité de 270 tonnes/h. le moulin à ciment est l'équipement qui sert à moudre le clinker dur et nodulaire du four à ciment en la fine poudre grise qui est le ciment. Le ciment est broyé dans des broyeurs à boulets.

Jusqu'au début du XIXe siècle, la manière de faire le mortier a presque toujours été laissée aux ouvriers. Avec le XIXe siècle, une bataille s'engage entre pays pour la suprématie économique. Les progrès réalisés par l'industrie exigent la construction de nouvelles infrastructures portuaires, militaires, etc. dont l'édification peut désormais être guidée par la technique. Les progrès de la chimie, qui depuis le Moyen-Âge est passée du statut de technique empirique à celui de science exacte au XVIIIe siècle, permettent de scruter les comportements de la matière comme jamais auparavant. Des architectes, des ingénieurs et de brillants inventeurs s'attellent donc à l'amélioration des mortiers et plus particulièrement ceux faisant prise sous eau. Les Romains obtenaient de tels mortiers en ajoutant à de la chaux grasse des tuileaux ou de la pouzzolane naturelle, et cet état de connaissance est celui qui prévaut encore à la fin du XIXe siècle. La thèse qui s'impose alors est que c'est l'argile qui confère à la chaux la propriété de se solidifier sous eau, mettant fin à une tradition qui voulait que ce soient les calcaires les plus purs qui donnent les meilleures chaux. Le Britannique John Smeaton expérimente ce type de chaux dans le phare d'Eddystone (1755-1759) sans lui donner plus de suite.
Un jalon est placé en 1796 par James Parker, qui découvre sur l'île de Sheppey, au Royaume-Uni, un calcaire suffisamment argileux pour donner, après une cuisson à 900 °C, un ciment naturel à prise rapide qui est commercialisé sous la marque « roman cement » (Le ciment romain). Le ciment prompt est de même nature.
Les recherches de Louis Vicat à partir de 1818 portent sur la possibilité de réaliser des chaux hydrauliques à partir des éléments séparés — argile et calcaire ainsi que des pouzzolanes artificielles — études qu'il rend publiques. 
On peut noter ici l'existence de « ciment naturel », qu'une carrière souterraine de Grenoble produit encore, liée aux premières activités de Louis Vicat[réf. nécessaire].
En 1824, c'est le Britannique Joseph Aspdin qui dépose un brevet pour un ciment qu'il appelle « ciment Portland ». Le nom de Portland est dû à la similarité qu'il présente avec la pierre de Portland, dont les carrières sont pourtant situées sur la côte du Dorset, à près de 400 kilomètres de Leeds. Le brevet prévoit qu'un mélange de poussière d'argile et de calcaire est aggloméré par l'eau et la chaleur jusqu'à évacuation de son eau. Le résultat est réduit en poudre et calciné dans un four à calcination tel qu'on les concevait alors pour la production de la chaux.
On a reproché à ce brevet son caractère vague. Il n'y avait pas d'information sur les quantités relatives de chaux et d'argile à utiliser et aucune mention n'est faite de la nécessité de brûler le mélange à une température nettement supérieure à celle d'un four à chaux ordinaire. Le premier ciment Portland était un ciment prompt, c'est-à-dire un ciment à prise rapide, et donc très différent de celui que l'on connaît aujourd'hui.
C'est le fils d'Aspdin, William Aspdin, qui industrialise l'invention de son père. Le ciment Portland sera porté à l'attention de Marc Isambart Brunel qui l'utilisera dans la construction du tunnel sous la Tamise, bien qu'il soit disponible au double du prix du meilleur ciment romain, avec lequel il entre en concurrence. L'architecte catalan Gaudi utilisera le ciment Portland pour les pointes des campaniles de la façade de la Nativité de la Sagrada Família.
La mise au point du ciment Portland moderne est ensuite le fruit des recherches assidues effectuées dans les milieux de la science et de l'industrie, au XIXe siècle, pour produire un ciment de qualité supérieure. Le nom « ciment Portland » s'est conservé. On l'utilise partout dans le monde, de nombreux fabricants y ajoutant leur marque commerciale.

## Composition et fabrication
Le ciment « Portland » est un produit normalisé au niveau international et européen.
On obtient le ciment Portland en ajoutant à un clinker réduit en poudre, et qui constituera plus de 90% du produit final, une petite quantité de sulfate de calcium (gypse/plâtre) qui contrôle le temps de prise du ciment, ainsi que divers produits d'addition au choix du fabricant.
La composition du clinker lui-même est elle aussi normalisée : il doit comporter au moins deux tiers (en masse) de silicates de calcium, avec un ratio de CaO sur SiO2 supérieur à 2 et moins de 5% de MgO. Le « cru » (composé essentiellement de calcaire et d'argile) est cuit à haute température puis refroidi rapidement dans le but de produire dans le clinker la plus grande proportion possible d'alite (Ca3SiO5), responsable de la solidité du mélange avec l'eau lors de la prise du béton.

## En France
Ce pays est le plus gros producteur européen de ciments Portland, fournissant 16 % de la production européenne, devant l'Allemagne (12 %) et l'Espagne (10 %). Pourtant, malgré une production élevée le marché intérieur reste déficitaire (de −81 M€ vers 2016). 11 % du ciment français est exporté, surtout en Allemagne, aux États-Unis et au Royaume-Uni (plus de 50 % des 227 M€ d'exportations). La France en importe plus de ses voisins européens qu'elle n'en exporte (pour 308 M€ d'import en 2016), à partir de la Belgique, de l'Espagne, du Luxembourg et de l'Allemagne.
Selon un bilan fait par l'Insee en 2018 (à partir des données 2016) le chiffre d'affaires annuel de cette filière est en France de 2,08 milliards d'euros, et il n'est réalisé que par 12 sociétés dont cinq possèdent 95 % du marché et 35 unités de production sur 43 (soit 81,4 %). Le nombre des salariés est modeste (3 600 salariés) eu égard aux tonnages produits et essentiellement groupé sur cinq régions : 20 % d'entre eux travaillent en Auvergne-Rhône-Alpes, 14 % dans le Grand Est, 12 % en Provence-Alpes-Côte d'Azur, 11 % en Nouvelle-Aquitaine et 10 % en région Occitanie, parce que les usines sont toujours proches des carrières de calcaire, un matériau lourd et donc coûteux à transporter, ce qui a aussi encouragé les usines à se répartir sur l'ensemble des territoires dotés de ressources en calcaire. Ceci explique que des régions granitiques comme la Bretagne n'ont aucune cimenterie (même s'il y existait autrefois de nombreux fours à chaux, issus souvent de la tradition de la chaux artisanale à base de coquillage). Les départements d'Outre-mer (Guadeloupe, Martinique, Guyane et Réunion) ont chacune une cimenterie et accueillent 4 % environ des salariés du secteur cimentier.
Les ciments Portland constituent 75 % environ de la production française. L'Allemagne produit moins de Portland mais produit un volume quasi équivalent de ciments hydrauliques spéciaux, blancs, alumineux ou prompts, se classant premier producteur de ciment en Europe avec près de la moitié des capacités européennes, devant la France (20 %), puis la Pologne (4 %) et le Royaume-Uni (4 %).
Le clinker (ciment non pulvérisé) étant directement utilisé pour produire les ciments, il n'est que très peu vendu (3 % environ des facturations du secteur cimentier en France). La Colombie produit et exporte d'importantes quantités de clinkers, quantités restant cependant « faibles au regard de la production française » selon l'Insee.